# Тула (литературный жанр)
Ту́ла (др.-сканд. þula, мн. ч. ту́лы др.-сканд. þulur) — стихотворный (реже прозаический) перечень имён или синонимов (хейти). Тулы представляют собой одну из древнейших форм германской аллитерационной поэзии и являлись особо важным устным, а затем и письменным источником скандинавской мифологии.

## Этимология
Þula переводится с древнескандинавского языка как «список слов» (а также «песнь», как например «Песнь о Риге», др.-сканд. Rígsþula). Происхождение до конца не выяснено: один только Ян де Фрис перечисляет пять возможных вариантов, в которых прослеживаются русские, латышские или латинские корни. Возможно, что в основе лежит древнегерманское слово *þuliz со значением «чтец», «оратор».

## История возникновения
«Тула» родственно слову «тул» (др.-сканд. þulr) — наименованию жреца-прорицателя («священного оратора», «поэта»), который знал и монотонно проговаривал все имена, объединённые единым стихотворным ритмом. Вероятно, тул обладал и некоторыми пророческими способностями (хотя и не в той мере, как вёльва), а слово «тулья» (др.-сканд. þylja) обозначало «говорить как тул», «бормотать». «Великим тулом» (др.-сканд. fimbulþulr) называет себя в тексте «Речей Высокого» верховный бог скандинавов Один, а мудрый ётун Вафтруднир именуется «старым тулом». Представления о существовании и роли тула являются современными реконструкциями и опираются на очень ограниченный круг прямых свидетельств того времени.
Первоначальная цель тул состояла в сохранении имён богов и других мифологических сведений, имевших сакральный характер, а стремление перечислить в них максимально возможное количество понятий, образующих определённую группу, позволяет говорить о своего рода энциклопедичности. Они эволюционировали от ритуальной речи тула, стремившегося создать связь между мирами богов и людей, к литературным каталогам, лишённым какого-либо священного смысла. Тулы обычно относят к архаичному словесному творчеству, и для древнего слушателя их информативная функция была, вероятно, неотделима от эстетической. Произнесение тул требовало от их слушателей знаний соответствующих мифов, с которыми были связаны перечисляемые имена, и предлагало мифологическую и иную информацию в более сжатом виде, чем в любом другом литературном жанре.

## Литературные особенности
Тулы занимают уникальное место в древнеисландской литературе: с одной стороны они являются полноценным поэтическим текстом, с другой — произведением, расположенным на стыке с поэтикой. Стихотворный размер, которым написано большинство тул, — форнюрдислаг, в целом наиболее распространённый в эддической поэзии. К числу стилистических особенностей тул, наряду с ритмической структурой, относится использование мнемотехнических приёмов. В тулах, наиболее полно реализующих идею номинализма (согласно которому недопустимо существование предметов, не имеющих наименований), прослеживается интерес и к форме самой по себе, вне зависимости от наполняющего их содержания.
Тулы нередко относят к низшему жанру поэзии, которому при отсутствии вариаций свойственен только параллелизм. В средние века назвать поэтическое произведение (в том числе и своё собственное) тулой — означало умалить его художественную ценность, свести к простому «собиранию крошек». При этом каждому рангу персонажа соответствовал свой литературный жанр по мере возрастания его значимости: перечень имён (тула), короткий эпизод (прядь) или большое связное повествование (сага), посвящённое правлению конунга или ярла. И тем не менее оформленные по строгим правилам аллитерационного стихосложения тулы являются памятником поэтического искусства.
За редким исключением перечни имён в древнескандинавских источниках не носили названия тула: подобная классификация является продуктом терминологии исследователей культуры средневековой Скандинавии. Можно предположить, что средневековыми поэтами тула не всегда воспринималась как перечень имён, а в общем как наиболее свободный и слабо структурированный тип стихотворного произведения, противопоставленный хвалебной песни — драпе.

## Примеры тул в письменных источниках

### Старшая Эдда
В «Речах Гримнира» приводится одна из самых длинных тул в скандинавской поэзии, содержащая 54 имени Одина, которые он называет сам: Вождь Ратей и Шлемоносец, Отец мертвых и Губитель в битве, Щит и Посох богов, Многомудрый и Ужасный, Злодей и многие другие. По всей вероятности, часть имён из этого списка, которые не встречаются в прочих текстах, не опирается на какие-либо не дошедшие до нас мифы, а была придумана специально для этой тулы; сама же тула настолько органично вписана в основной сюжет, что вряд ли может являться более поздней вставкой в уже существующий текст эддической песни.
Так называемая «тула цвергов» (др.-сканд. Dvergatal) из «Прорицания вёльвы» по своему построению напоминает типичный перечень имён. Однако и она, на первый взгляд кажущаяся чужеродным включением в основном повествовании, при более внимательном анализе оказывается неотъемлемой частью первоначального текста.
«Песнь о Риге» — один из наиболее известных примеров стихотворного произведения, которое в первую очередь является списком имён (представляющих сословия рабов, землевладельцев и знати). «Песнь о Хюндле» построена вокруг генеалогического перечня мифических предков Оттара, любимца богини Фрейи.

### Младшая Эдда
Включаемые в состав «Младшей Эдды» «Списки имён» (др.-сканд. Nafnaþulur) часто рассматриваются как заключительная часть «Языка поэзии», поскольку в дошедших до нас рукописях располагаются сразу вслед за текстом последнего. Насчитывающие 106 строф в Королевском кодексе (с некоторыми добавлениями в манускриптах AM 748 I 4to и AM 757 a 4to) они представляют собою независимые друг от друга тулы с перечислением имён морских конунгов, великанов, асов, валькирий и других мифических персонажей, животных и объектов. При этом самая длинная тула имеет 12 строф, самая короткая — лишь одну, а всего в них перечислено более 2,5 тысяч хейти. Тулы содержат многие наименования, которые не встречаются в каких-либо других текстах (они составляют примерно 85 % от общего количества), а источником для их составления наряду с эддическими и скальдическими стихами послужили и личные (в том числе географические) знания автора. Поскольку не все нам известные рукописи включают эти перечни имён, возможно, что в оригинале они тоже отсутствовали.
Время написания тул из «Списков имён» может быть отнесено к XII веку, а их авторство по одной из версий приписывается оркнейскому епископу Бьярни Кольбейнссону, современнику создателя «Младшей Эдды» Снорри Стурлусона. Сам Стурлусон, по всей видимости, не участвовал в написании этого раздела, однако часть тул, вероятно, была ему известна и использовалась как источник при работе над «Языком поэзии». При этом прослеживается определённое сходство приводимых списков с тулами из «Саг о древних временах» и эддических «Речей Гримнира», «Речей Вафтруднира», «Речей Альвиса» и «Песни о Риге».

### Иные источники
Другими примерами тул могут послужить тексты «Саг о древних временах», включающие в себя перечни правителей различных народов, имена воинов и участников легендарных битв.
В поэзии скальдов тулы также были нередким явлением: в том числе цитируемая в «Языке поэзии» «Тула Торгрима» (с перечнем коней и волов) или «Виса Кальва» (др.-сканд. Kálfsvísa), перечисляющая мифических коней и их владельцев.
Примерно с XV века получили распространение так называемые новоисландские или поздние тулы, на формирование которых среди прочего оказала влияние скандинавская фольклорная поэзия нового времени. Поэтическая форма поздних тул очень свободна, их слушателями в основном являются дети, и рассказываются (или напеваются) они уже не жрецами, а родителями или связанными с семьёй взрослыми.
Жанр тул не был чисто скандинавским явлением: примером тому является древнеанглийская поэма «Видсид», в которой можно насчитать сразу три списка имён вождей и народов, перечисляемых её главным героем.